# Станков, Кирил
Кирил Станков Христов (болг. Кирил Станков Христов; 20 мая 1949, София — 7 мая 1992, София) — болгарский футболист, защитник и полузащитник.

## Карьера

### Клубная карьера
Во взрослом футболе дебютировал в 1967 году в клубе «ЦСКА» (София), за который выступал на протяжении всей своей карьеры, продолжавшейся десять лет. Вместе с клубом шесть раз становился чемпионом Болгарии, а также четырежды завоёвывал Кубок Болгарии.
Всего в составе клуба принял участие в 212 матчах, забив три гола. Завершил карьеру футболиста в 1977 году.

### Карьера в сборной
В 1968 году дебютировал в официальных матчах в составе национальной сборной Болгарии. В том же году был в составе сборной на футбольном турнире летних Олимпийских игр, где команда завоевала серебряную медаль.
Всего в составе сборной принял участие в 12 матчах, не забив ни одного гола.

### Смерть
Скончался 7 мая 1992 года в Софии, в возрасте 42 лет.

## Достижения
«ЦСКА» (София)
- Чемпион Болгарии: 1968/69, 1970/71, 1971/72, 1972/73, 1974/75, 1975/76
- Обладатель Кубка Болгарии: 1969, 1972, 1973, 1974